# Valerie Thomas
Valerie L. Thomas (ur. 8 lutego 1943) – amerykańska uczona i wynalazczyni nadajnika iluzji, na który otrzymała patent w 1980 roku. Była odpowiedzialna za rozwój systemów przetwarzania obrazu w cyfrowych formatach multimedialnych używanych we wczesnych latach programu Landsat.

## Życiorys
Valerie Thomas urodziła się w lutym 1943 roku w stanie Maryland. Zafascynowana technologią od najmłodszych lat Thomas nie była zachęcana do zgłębiania nauki. Zainteresowała się nauką i technologią dzięki książce popularnonaukowej przeznaczonej dla chłopców.
Studiowała na Morgan State University, była jedną z dwóch kobiet, które tam studiowały fizykę. Valerie Thomas zainteresowała się matematyką i naukami ścisłymi dopiero po ukończeniu studiów. Po ukończeniu studiów Thomas przyjęła posadę w NASA.
Pracując w Goddard Space Flight Center NASA, kierowała rozwojem wczesnych systemów przetwarzania obrazu Landsat i stała się ekspertką w zakresie taśm kompatybilnych z komputerami (CCT), które były używane do przechowywania wczesnych obrazów z programu Landsat.
Thomas była jedną ze specjalistek w dziedzinie przetwarzania obrazu, którzy wspomagali eksperyment inwentaryzacji upraw na dużych obszarach, znany jako LACIE – projekt, który po raz pierwszy pokazał, że globalne monitorowanie upraw można przeprowadzić za pomocą zdjęć satelitarnych z Landsat. Pomogła w opracowaniu projektów programów komputerowych, które wspierały badania nad kometą Halleya, warstwą ozonową i technologią satelitarną. Za swoje osiągnięcia Thomas otrzymała szereg nagród NASA, w tym Goddard Space Flight Center Award of Merit oraz NASA Equal Opportunity Medal.
Thomas kontynuowała pracę dla NASA aż do przejścia na emeryturę w 1995 roku. W tym czasie zajmowała szereg stanowisk, w tym Project Manager of the Space Physics Analysis Network i Associate Chief of the Space Science Data Operations Office.
W 1976 roku Thomas uczestniczyła w seminarium naukowym, na którym obejrzała wystawę ukazującą iluzję przy wykorzystaniu wklęsłych luster. W 1977 roku zaczęła eksperymentować z płaskimi i wklęsłymi lustrami.

### Patent
Złożyła wniosek o patent na swój nadajnik iluzji 28 grudnia 1978 r. Valerie otrzymała patent nr 4.229.761 w dniu 21 października 1980. Urządzenie wytwarza obrazy złudzenia optycznego za pośrednictwem dwóch wklęsłych luster. W przeciwieństwie do płaskich luster, które tworzą obrazy, które wydają się być wewnątrz lub za lustrem, wklęsłe lustra tworzą obrazy, które wydają się rzeczywiste lub przed samym lustrem. Technologia ta została przejęta przez NASA i od tego czasu została zaadaptowana do użytku w chirurgii, a także do produkcji ekranów telewizyjnych i wideo.